# Bahnhof Oestrich-Winkel
Der Bahnhof Oestrich-Winkel ist der Bahnhof der Stadt Oestrich-Winkel im Rheingau an der rechten Rheinstrecke von Wiesbaden nach Koblenz. Er befindet sich im Stadtteil Mittelheim.

## Geschichte
Der Bahnhof wurde am 11. August 1856 mit der Eröffnung des Streckenabschnitts Wiesbaden–Rüdesheim in Betrieb genommen. Da sich die damals noch eigenständigen Orte Oestrich und Winkel nicht auf einen Standort des Bahnhofs einigen konnten, entschied die damalige Wiesbadener Eisenbahn-Gesellschaft, den Bahnhof im heutigen Stadtteil Mittelheim zu bauen.
Ursprünglich hatte der Bahnhof lediglich ein provisorisches Empfangsgebäude. Im Jahr 1860 wurde schließlich das zweistöckige Empfangsgebäude mit Satteldach im klassizistischen Stil und einem axialen Risalit erbaut, basierend auf einem Entwurf von Heinrich Velde. Das Stationsgebäude verfügte über einen Strukturputz mit Fugenschnitt und an der Westseite befand sich ein einstöckiger Anbau. Etwas weiter entfernt wurde ein Güterschuppen errichtet.
Im Jahr 1930 wurde ein moderner Ostflügel mit einem kleinen Turm (Rotunde) mit Flachdach an den Endgiebel des Bahnhofs angebaut. Das gesamte Erdgeschoss erhielt eine Verblendung mit Klinkern. Der alte Güterschuppen wurde durch eine Güterhalle mit einem Anbau für Dienstzimmer und einer überdachten Rampe ersetzt. Möglicherweise in den 1950er/1960er Jahren erhielt der Eingangsbereich des Bahnhofs ein Flachdach auf zwei Stützen, das mit einer Betonmauer verbunden war. Ein Stellwerksraum wurde auf dem Hausbahnsteig errichtet. Später wurde das Dach des Empfangsgebäudes deutlich verändert, indem der Dachgiebel des Risalits entfernt und die Bedachung durch ein Walmdach ersetzt wurde.

## Infrastruktur
Der Bahnhof verfügt über ein Empfangsgebäude mit Hausbahnsteig an Gleis 1. Zwischen Gleis 1 und Gleis 2 lag zudem ein Zwischenbahnsteig für Züge aus Richtung Wiesbaden. Wenn der Zug aus Wiesbaden auf Gleis 2 ankam, musste Gleis 1 gesperrt werden, weil die ein- und aussteigenden Fahrgäste dieses überqueren mussten. Dadurch stockte der Verkehr vor dem Bahnhof öfters und es kamen Verspätungen zustande.

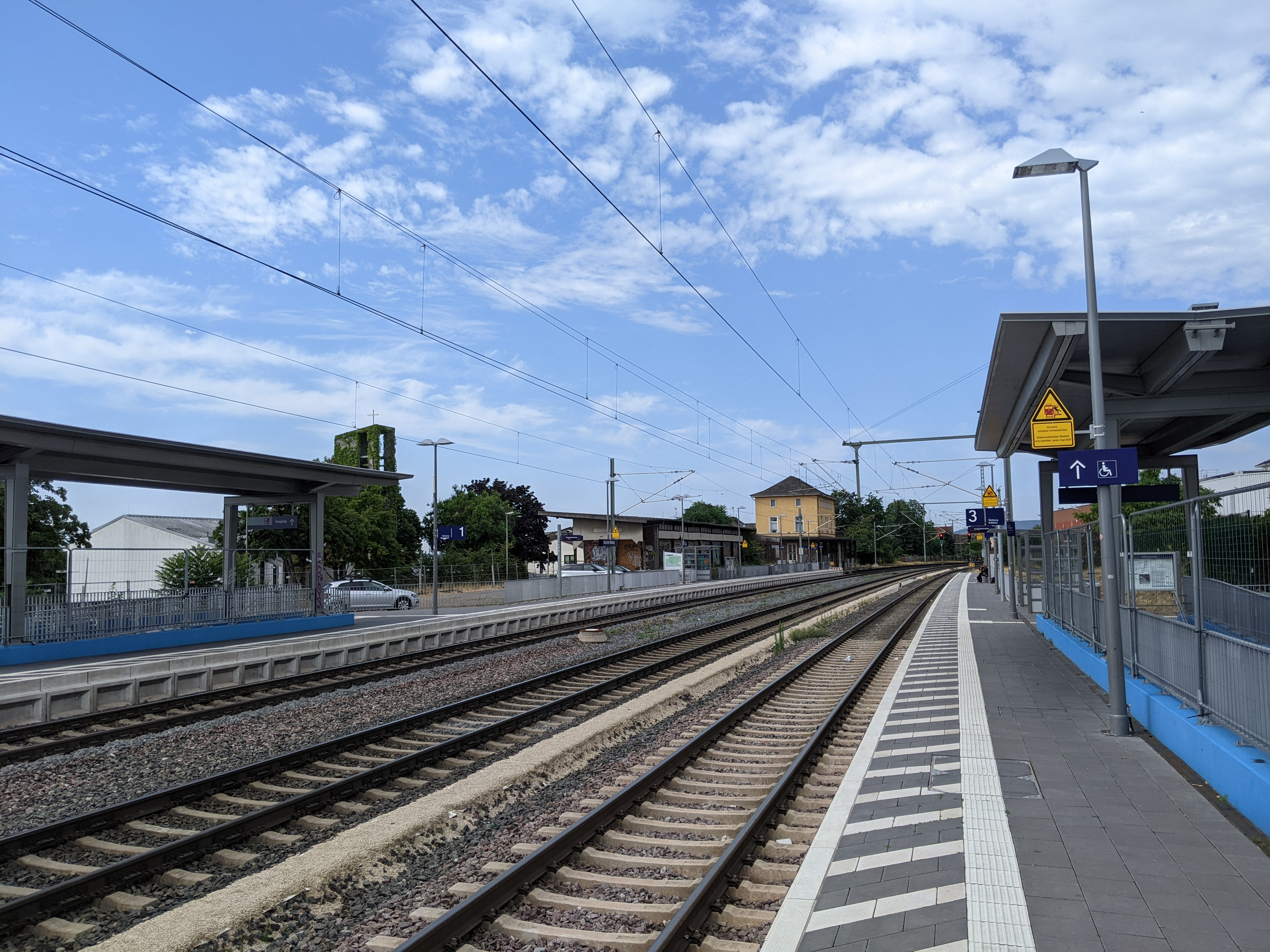
Gleise und Bahnsteige Bahnhof Oestrich-Winkel

Von 2019 bis 2021 wurden etwa 100 Meter östlich der alten Bahnsteige zwei neue Bahnsteige gebaut: ein Hausbahnsteig an Gleis 1 und ein Außenbahnsteig an Gleis 3. Der Bahnsteig ist von Gleis 1 durch eine Unterführung mit Rampen barrierefrei zugänglich. Das Gleis 2 dient heutzutage für durchfahrende Züge in Richtung Rüdesheim. Der alte Hausbahnsteig sowie das Empfangsgebäude, welches unter Denkmalschutz steht, werden seitdem nicht mehr benutzt und sind geschlossen. Die Kosten des Neubaus beliefen sich auf rund 14,5 Millionen Euro.

## Betrieb

### Nahverkehr
Der Bahnhof Oestrich-Winkel liegt im Tarifgebiet des Rhein-Main-Verkehrsverbundes (RMV). Der Bahnhof wird stündlich, im Berufsverkehr auch halbstündlich, von der Regionalbahn-Linie RB10 (RheingauLinie) angefahren.
| Linie | Verlauf | Takt                                                                   |
| ----- | --- | ---------------------------------------------------------------------- |
| RB 10 | RheingauLinie: Frankfurt (Main) Hbf – Frankfurt-Höchst – Mainz-Kastel – Wiesbaden Hbf – Wiesbaden-Biebrich – Wiesbaden-Schierstein – Niederwalluf – Eltville – Erbach (Rheingau) – Hattenheim – Oestrich-Winkel – Geisenheim – Rüdesheim (Rhein) – Assmannshausen – Lorch (Rhein) – Lorchhausen – Kaub – St. Goarshausen – Kestert – Kamp-Bornhofen – Filsen – Osterspai – Braubach – Oberlahnstein – Niederlahnstein – Koblenz Hbf – Koblenz Stadtmitte – Neuwied Stand: Fahrplanwechsel Dezember 2023 | 60 min 30 min (Frankf.–Assmannshausen) 30 min (Frankf.–KO Hbf zur HVZ) |

Die nächste Bushaltestelle, Oestrich-Winkel Bahnhof/Altersheim, liegt etwa 100 m östlich an der Rheingaustraße. Die Haltestelle wird von den Linien 171 und 185 nach Wiesbaden und Geisenheim bzw. Marienthal bedient.

### Stellwerk
Im Bahnhofsgebäude befand sich bis 2021 ein Drucktastenstellwerk. Mit der Außerbetriebnahme der alten Anlage wurde der Bahnhof in einer Totalsperrung planmäßig in das ESTW-A Geisenheim und in die Unterzentrale Oberlahnstein integriert. Die Leit- und Sicherungstechnik wird seitdem vom Fahrdienstleiter aus der Betriebszentrale Frankfurt gesteuert.